# ريتشارد كيلي (سياسي)
ريتشارد كيلي (بالإنجليزية: Richard Kelly)‏ هو قاضي ومحامي وسياسي أمريكي، ولد في 31 يوليو 1924 في أتلانتا في الولايات المتحدة، وتوفي في 22 أغسطس 2005 في ستيفنزفيل في الولايات المتحدة بسبب مرض بيك. حزبياً، نشط في الحزب الجمهوري. وقد انتخب عضو مجلس النواب الأمريكي.